# Lijst van monumentale postkantoren in Nederland
Een overzicht van rijksmonumenten met de (voormalige) functie van postkantoor.
| Monumentnr. | Omschrijving | Gemeente                            | Adres en plaats                               | Afbeelding |
| ----------- | --- | ----------------------------------- | --------------------------------------------- | ---------- |
| 7597        | Huis, was deels in gebruik als postkantoor | Zederik (ZH)                        | Voorstraat 9 te Ameide                        |            |
| 8330        | Neogotisch gebouw bekleed met geglazuurde baksteen met tegen de linker zijgevel een erkervormige traptoren. Gebouwd in 1888-1890 naar een ontwerp van C.H. Peters | Arnhem (GE)                         | Jansplein 56 te Arnhem                        |            |
| 10915       | | Brielle (ZH)                        | Voorstraat 69 te Brielle                      |            |
| 11785       | | Delft (ZH)                          | Hippolytusbuurt 14 te Delft                   |            |
| 16973       | | Gouda (ZH)                          | Westhaven 37 te Gouda                         |            |
| 19863       | Voormalig bakstenen postkantoor gebouwd in 1894 naar ontwerp van C.H. Peters. | Haarlem (NH)                        | Zijlstraat 70 te Haarlem                      |            |
| 21729       | Huis De Leeuwenburg. Het huis werd in 1671 aangekocht door de Raad van State om er de hoofdwacht te vestigen, tot 1869, toen het als postkantoor werd ingericht (tot 1896). | 's-Hertogenbosch (NB)               | Markt 51 te 's-Hertogenbosch                  |            |
| 24402       | Post- en Telegraafkantoor, gebouwd in 1902-1904, naar ontwerp van rijksbouwmeester C.H. Peters in diens zeer persoonlijke mengstijl. | Leeuwarden (FR)                     | Tweebaksmarkt 25 te Leeuwarden                |            |
| 31930       | | Oud-Beijerland (ZH)                 | West-Voorstraat 23 te Oud-Beijerland          |            |
| 38417       | Sober verdiepingloos pand, aan het Stift gelegen | Dinkelland (OV)                     | het Stift 6 te Weerselo                       |            |
| 508132      | | Terneuzen (ZL)                      | Nieuwstraat 64 te Terneuzen                   |            |
| 508671      | | Ten Boer (GR)                       | Rijksweg 213 te Ten Post                      |            |
| 508717      | Voormalig postkantoor met directeurswoning uit 1907, C.H. Peters | Meppel (DR)                         | Zuideinde 28 te Meppel                        |            |
| 510256      | Het post- en telegraafkantoor van Zeist werd in 1911 gebouwd naar ontwerp van de architect J. Stuivinga in neo-Lodewijk XIV-stijl | Zeist (UT)                          | Het Rond 5 te Zeist                           |            |
| 510761      | In 1906 gebouwd naar ontwerp van C.H. Peters in de zgn postkantorengotiek | Deventer (OV)                       | Nieuwstraat 100 te Deventer                   |            |
| 510910      | | Tynaarlo (DR)                       | Marktstraat 1 te Zuidlaren                    |            |
| 510964      | | Emmen (DR)                          | Vaart ZZ 66 te Nieuw-Amsterdam                |            |
| 511030      | Postkantoor met woningen in neorenaissancestijl naar ontwerp van C.H. Peters | Edam-Volendam (NH)                  | Damplein 5 te Edam                            |            |
| 512034      | | IJsselstein (UT)                    | Utrechtsestraat 16 te IJsselstein             |            |
| 512873      | | Kollumerland en Nieuwkruisland (FR) | Eyso de Wendtstraat 11 te Kollum              |            |
| 513095      | | Helmond (NB)                        | Markt 213 te Helmond                          |            |
| 513131      | | Doetinchem (GE)                     | Burgemeester van Nispenstraat 2 te Doetinchem |            |
| 513685      | | Oost Gelre (GE)                     | Markt 6 te Groenlo                            |            |
| 513764      | Hoofdpostkantoor (Rotterdam), tussen 1915 en 1922 gebouwd, ter vervanging van het oude postkantoor De Beurs (1875-1929) op een sterk teruggerooid bouwkavel aan de Coolsingel, in Nieuw historiserende trant en Art Déco detaillering, naar ontwerp van architect G.C.Bremer. In de gevels zijn reliëfs met figuratieve voorstellingen van de beeldhouwer Van Lunteren opgenomen.   | Rotterdam (ZH)                      | Coolsingel 42 te Rotterdam                    |            |
| 514075      | | Skarsterlân (FR)                    | Midstraat 24 te Joure                         |            |
| 514259      | Hoofdpostkantoor (Utrecht) | Utrecht (UT)                        | Neude 11 te Utrecht                           |            |
| 514755      | | Noordoostpolder (FL)                | Oudeweg 23 te Marknesse                       |            |
| 514920      | | Zwijndrecht (ZH)                    | Raadhuisplein 1 te Zwijndrecht                |            |
| 515338      | | Eemsmond (GR)                       | Kerkstraat 8 te Usquert                       |            |
| 515412      | Voormalig Postkantoor, Rijksmonument | Veendam (GR)                        | Beneden Oosterdiep 59 te Veendam              |            |
| 515921      | | Geldrop-Mierlo (NB)                 | Heuvel 1 te Geldrop                           |            |
| 421912      | | Westerveld (DR)                     | Maj van Swietenlaan 14 te Frederiksoord       |            |
| 468598      | | Coevorden (DR)                      | Kasteel 4 te Coevorden                        |            |
| 468972      | Post- en Telegraafkantoor (Assen) (1895) ontworpen door C.H. Peters | Assen (DR)                          | Zuidersingel 12 te Assen                      |            |
| 469359      | Telegraafkantoor (Assen) (1874) | Assen (DR)                          | Brink 41 te Assen                             |            |
| 485880      | Het Hoofdpostkantoor door C.H Peters ontworpen in zijn geboortestad | Groningen (GR)                      | Munnekeholm 1 te Groningen                    |            |
| 491781      | | Vaals (LI)                          | Maastrichterlaan 29A te Vaals                 |            |
| 496118      | | Tholen (ZL)                         | Poststraat 2 te Stavenisse                    |            |
| 502395      | Een in 1910 gebouwd postkantoor gelegen aan de noordzijde van Bagijnhof. | Medemblik (NH)                      | Bagijnhof 12 te Medemblik                     |            |
| 506218      | Voormalig postkantoor uit 1912 naar ontwerp van D.E.C. Knuttel, opgetrokken in donkerrode baksteen en voorgevel gesitueerd aan Zuivelplein. | Bergen op Zoom (NB)                 | Zuivelstraat 22 te Bergen op Zoom             |            |
| 506690      | Voormalig postkantoor en politiebureau van Wyck, gebouwd in neorenaissancestijl, ca. 1890 | Maastricht (LI)                     | Stationsstraat 60 te Wyck-Maastricht          |            |
| 506722      | Voormalig hoofdpostkantoor, thans hotel, op de noordwesthoek van het Vrijthof, gebouwd in 1915-1918 naar een ontwerp van M.J. Granpré Molière | Maastricht (LI)                     | Statenstraat 4-6 te Maastricht                |            |
| 507133      | Gebouwd naar een ontwerp van C.H. Peters | Harlingen (FR)                      | Grote Bredeplaats 6 te Harlingen              |            |
| 507253      | Met elementen van Eclecticisme in 1901 naar een ontwerp van architect J.H.C. Kröner in opdracht van het gemeentebestuur van Valkenburg aan de Geul gebouwd STADHUIS, POSTKANTOOR en WOONHUIS. Het voormalig stadhuis bevond zich in het rechter gedeelte van het pand, het voormalig postkantoor in het middendeel en het woonhuis in het linker gedeelte.                          | Valkenburg aan de Geul (LI)         | Grotestraat Centrum 31 te Valkenburg          |            |
| 507893      | | Goes (ZL)                           | Grote Markt 14 te Goes                        |            |
| 507925      | | Borne (OV)                          | Grotestraat 144 te Borne                      |            |
| 516307      | Het voormalige postkantoor uit 1908 is ontworpen door C.H. Peters | Zuidhorn (GR)                       | Hoofdstraat 30 te Zuidhorn                    |            |
| 516470      | | Leeuwarden (FR)                     | Oosterkade 72 te Leeuwarden                   |            |
| 516714      | | Asten (NB)                          | Markt 14 te Asten                             |            |
| 517277      | | Roosendaal (NB)                     | Markt 31 te Roosendaal                        |            |
| 517334      | | Heusden (NB)                        | Botermarkt 2 te Heusden                       |            |
| 517439      | Het postkantoor is na het buiten gebruik nemen in 2008 opgesplitst in verschillende appartementen en een kunstuitleen. Het rijkswapen in de voorgevel is geen gevelsteen, maar een gietijzeren plaat. | Hoorn (NH)                          | Grote Oost 28 te Hoorn                        |            |
| 517788      | | Deurne (NB)                         | Markt 2 te Deurne                             |            |
| 518098      | | Gemert-Bakel (NB)                   | Kerkstraat 60 te Gemert                       |            |
| 518217      | Voormalig herenhuis van burgemeester en bierbrouwer A.A.C.T. van Claarenbeek, gebouwd omstreeks 1885 in eclectische stijl. Tegenwoordig is het deels als woonhuis, deels als postkantoor in gebruik. | Oss (NB)                            | Landpoortstraat 2 te Ravenstein               |            |
| 5989        | Het voormalige Amsterdamse Hoofdpostkantoor is gelegen aan de Nieuwezijds Voorburgwal achter het Paleis op de Dam. Het werd gebouwd in de periode 1895-1899 naar ontwerp van rijksbouwmeester C.H. Peters. In 1987 werd het postkantoor gesloten. Op 27 augustus 1992 werd het na verbouwing heropend als winkelcentrum Magna Plaza.                                                | Amsterdam (NH)                      | Nieuwezijds Voorburgwal 182 te Amsterdam      |            |
| 3961        | Het voormalige postkantoor uit 1917 is onderdeel van een door Michel de Klerk ontworpen wooncomplex in de Spaarndammerbuurt in de Amsterdamse School-stijl. Nadat het postkantoor in 1999 werd gesloten, is hier sinds 2001 het Museum Het Schip gevestigd. Het museum bestaat uit het voormalige postkantoor, een museumwoning en een lunchroom.                                   | Amsterdam (NH)                      | Spaarndammerplantsoen 140 te Amsterdam        |            |
| 518417      | Amsterdamse effectenbeurs met postkantoor uit 1911-1913 in 'Um 1800'-stijl van Jos Th.J. Cuypers. In 1930 werd het voormalige postkantoor in het beursgebouw veranderd in een herenkapsalon. | Amsterdam (NH)                      | Beursplein 5 te Amsterdam                     |            |
| 519396      | Het postkantoor in De Steeg werd in 1905 gebouwd in opdracht van graaf Bentinck (de eigenaar van Kasteel Middachten) op basis van een ontwerp van de Dierense architect G.J. Uiterwijk. | Rheden (GE)                         | Hoofdstraat 21 te De Steeg                    |            |
| 519421      | Het hoofdpostkantoor werd in 1908-1910 gebouwd naar ontwerp van de rijksbouwmeester voor de post- en telegraafkantoren C.H. Peters (1847-1932). Het opvallende en voor Velp uitzonderlijk grote gebouw is uitgevoerd in Neo-Renaissancestijl met Neo-Gotische elementen, deze stijl wordt ook wel 'Postkantorengotiek' genoemd. Thans is in het gebouw een reclamebureau gevestigd. | Rheden (GE)                         | Hoofdstraat 29 te Velp                        |            |
| 519428      | | Rheden (GE)                         | Hogestraat 27 te Dieren                       |            |
| 520045      | Postkantoor annex woning uit 1901 | Geertruidenberg (NB)                | Markt 64 te Geertruidenberg                   |            |
| 520056      | Voormalig postkantoor met woonhuis rond 1900 gebouwd en vertoont elementen van de chaletstijl. | Geertruidenberg (NB)                | Wilhelminalaan 4 te Raamsdonksveer            |            |
| 520477      | | Sint-Oedenrode (NB)                 | Borchmolendijk 5 te Sint-Oedenrode            |            |
| 520531      | | Roermond (LI)                       | Kloosterwandstraat 6 te Roermond              |            |
| 520872      | | Vianen (UT)                         | Voorstraat 106 te Vianen                      |            |
| 521173      | | Tilburg (NB)                        | Heuvelring 124 te Tilburg                     |            |
| 521374      | | Woudrichem (NB)                     | Molenstraat 10 te Woudrichem                  |            |
| 521558      | | Halderberge (NB)                    | Markt 42 te Oudenbosch                        |            |
| 521668      | | Landgraaf (LI)                      | Streeperstraat 23 te Schaesberg               |            |
| 521853      | Postkantoor met directeurswoning gebouwd in 1906 naar een ontwerp van D.E.C. Knuttel met elementen van neorenaissance. | Waalwijk (NB)                       | Grotestraat 289 te Waalwijk                   |            |
| 522104      | | Oldambt (GR)                        | Stationsstraat 2 te Scheemda                  |            |
| 523272      | | Horst aan de Maas (LI)              | Sint Barbarastraat 37 te Griendtsveen         |            |
| 523474      | Gebouwd in 1938 naar ontwerp uit 1936 van rijksbouwmeester ir. G.C. BREMER (1880-1949) ter vervanging van het oude, neoclassicistische postkantoor aan de Markt. Het gebouw huisvestte naast het post-, telegraaf en telefoonkantoor oorspronkelijk ook een openbare leeszaal op de zolderverdieping.                                                                               | Winterswijk (GE)                    | Balinkesstraat 4 te Winterswijk               |            |
| 523815      | | Druten (GE)                         | Kattenburg 17 te Druten                       |            |
| 524471      | Raadhuis annex postkantoor in 1881-1882 gebouwd in Eclectische stijl naar ontwerp van de eerste directeur van Openbare Werken te Voorburg, de architect Michiel Anthony de Zwart. | Leidschendam-Voorburg (ZH)          | Herenstraat 42 te Voorburg                    |            |
| 524751      | Het Regionaal Postkantoor Keulse Poort in Venlo is gebouwd in 1938 naar een ontwerp van Rijksbouwmeester Hoekstra. | Venlo (LI)                          | Keulsepoort 1 te Venlo                        |            |
| 525531      | Postkantoor met geïntegreerde dienstwoning gebouwd in 1899 naar ontwerp van het bureau van de Rijksbouwmeester Landsgebouwen Tweede District (D.E.C. Knuttel) en gelegen op een diep perceel aan de westzijde van de Bovenste Straat. Het postkantoor werd in september 1900 in gebruik genomen en in 1909 voorzien van een telegraaf- en telefoonkantoor.                          | Echt-Susteren (LI)                  | Bovenstestraat 22 te Echt                     |            |
| 527841      | | Amsterdam (NH)                      | Michelangelostraat 102 te Amsterdam           |            |
| 527856      | | Amsterdam (NH)                      | Roelof Hartplein 50 te Amsterdam              |            |
| 530831      | Stationspostgebouw | 's-Gravenhage (ZH)                  | Rijswijkseweg 13 te 's-Gravenhage             |            |
| 530936      | | Eindhoven (NB)                      | Stationsplein 22 te Eindhoven                 |            |